# Масленицький міст (A1)
Масленицький міст (хорв. Maslenički most), Новий масленицький міст, Масленицький міст (A1) — бетонний арковий міст в Хорватії, в Задарській жупанії над Новською протокою. По ньому проходить головна автомагістраль Хорватії A1 (Загреб — Задар — Спліт).

## Параметри
Загальна довжина моста — 378 метрів, основний проліт має довжину 200 метрів, висота склепіння над водою — 65 м. Ширина — 20,4 метри, кількість смуг руху — 4 (по дві в кожен бік). Міст побудований із залізобетону, опори моста спираються на бетонні опори, вправлені в вапнякові скелі по обидва боки протоки.

## Історія

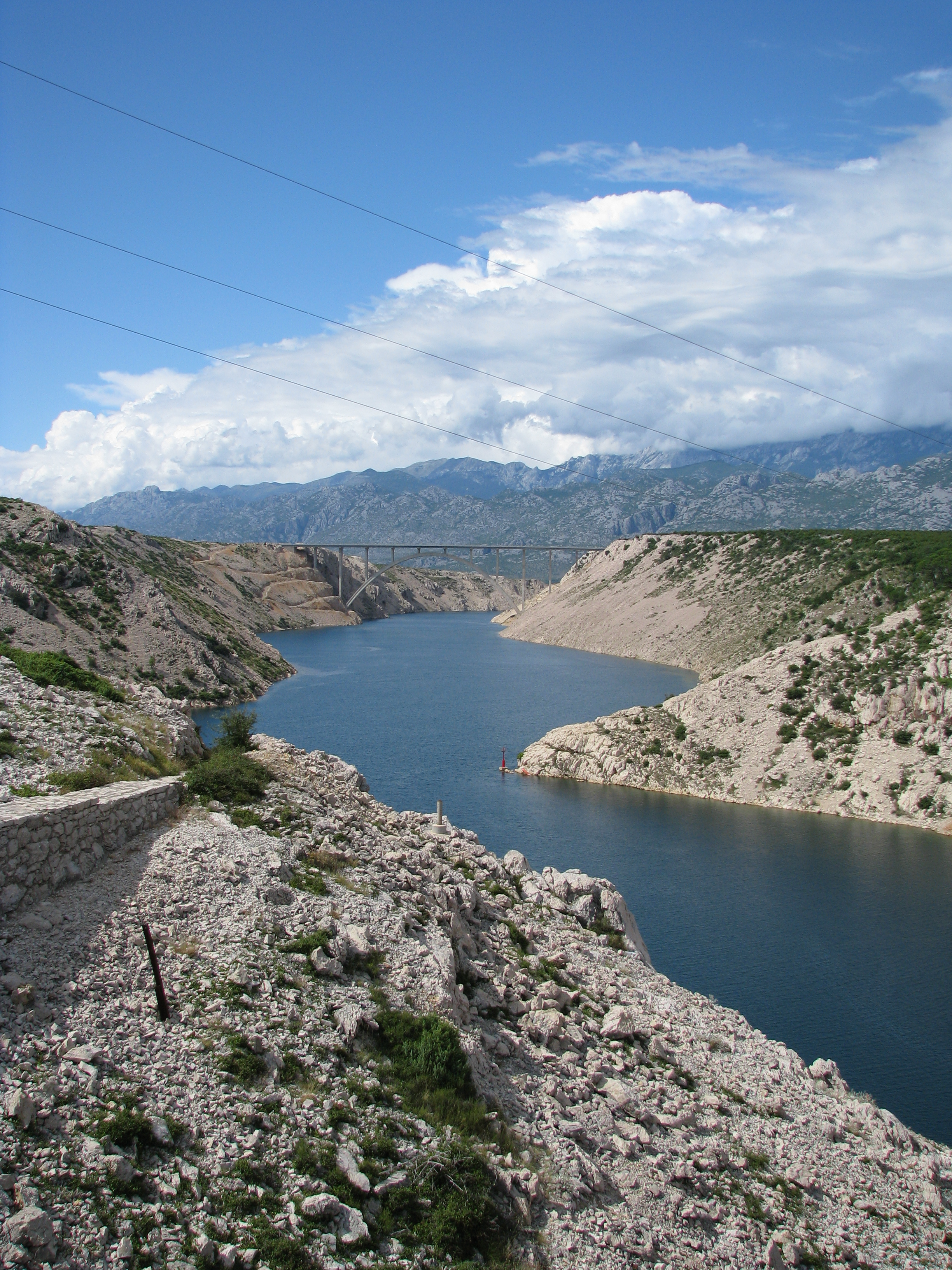
Новська протока і новий масленицький міст на задньому плані. Світлина виконана зі старого масленіцького мосту

Приблизно за 1,5 км південніше через протоку перекинуто інший міст, який умовно називають «старим» масленицьким мостом. Він був зруйнований у листопаді 1991 року в ході війни в Хорватії. Після того, як в 1993 році хорватська армія здійснила контрнаступ, який отримав назву операція «Маслениця», вона відвоювала береги Новської протоки. Поруч зі зруйнованим мостом був наведений тимчасовий понтонний, що дозволило відновити наскрізний рух по Адріатичному березі. Пізніше старий міст був відновлений у первісному вигляді. Одночасно в іншому місці Новської протоки, ближче до моря, почалося зведення нового мосту, що будувався для автостради A1.
Міст був спроектований сплітським інженером Юре Радичем (бюро «Конструктор») між 1993 і 1996 роком, урочисте відкриття відбулося 8 квітня 1997 року. Незабаром після відкриття з'ясувалося, що будівельники дороги недооцінили силу можливих вітрів над Новською протокою. Міст кілька разів закривався, коли сила вітру перевищувала допустиму для безпечного руху. Проблема була усунута будівництвом вітрозахисних загороджень уздовж автостради на під'їздах до мосту.

## Трафік
Оскільки автобан A1 є платним, трафік на магістралі враховується за кількістю машин, що проїхали пункти оплати. Згідно зі статистикою, на ділянці траси, в яку входить новий масленицький міст, денний трафік в середньому за рік становить 12 677 автомобілів, денний трафік в середньому за літо — 32 411 машин. Настільки різке зростання руху влітку пояснюється тим, що магістраль A1 — один з основних шляхів, по якому туристи їдуть на курорти Адріатики.